# Anurida furcifera
Anurida furcifera är en urinsektsart som först beskrevs av Mills 1934.  Anurida furcifera ingår i släktet Anurida och familjen Neanuridae. Inga underarter finns listade i Catalogue of Life.